# Hậu Phát
Chòm sao Hậu Phát 后髮, (tiếng La Tinh: Coma Berenices) là một trong 88 chòm sao hiện đại, mang hình ảnh Tóc Tiên. Chòm sao này có diện tích 386 độ vuông, nằm trên thiên cầu bắc, chiếm vị trí thứ 42 trong danh sách các chòm sao theo diện tích. Chòm sao Hậu Phát nằm kề các chòm sao Lạp Khuyển, Đại Hùng, Sư Tử, Xử Nữ, Mục Phu.

## Tên gọi
Tên gọi Hậu Phát (Coma Berenices) có nguồn gốc từ câu chuyện về Nữ hoàng Berenice II của Ai Cập vào thế kỷ thứ 3 TCN đã thề sẽ dâng mái tóc dài tuyệt đẹp của mình lên nữ thần Aphrodite nếu chồng bà, vua Ptolemy III Euergetes, trở về an toàn sau cuộc Chiến tranh Syria lần thứ ba. Khi vua trở về, Berenice đã cắt tóc và đặt trong đền thờ Arsinoe II tại Zephyrium (Các học giả hiện đại không chắc liệu bà đã cắt tóc trước hay sau khi vua Ptolemy trở về, có ý kiến cho rằng nó xảy ra sau khi Ptolemy trở về). Tuy nhiên, sáng ngày hôm sau mái tóc đã biến mất. Nhà thiên văn Conon của Samos, người phụ trách cung đình, đề xuất rằng nữ thần Aphrodite đã đưa tóc của Berenice lên bầu trời như một sự thừa nhận cho sự hy sinh của bà.
Trong tiếng Việt, tên gọi "Hậu Phát" có thể xuất phát từ nghĩa đen của hai chữ Hán: "Hậu" (后) có nghĩa là nữ hoàng hoặc hoàng hậu, và "Phát" (髮) có nghĩa là tóc. Khi kết hợp, "Hậu Phát" có thể hiểu là "Tóc của hoàng hậu". Tên gọi này cũng mô phỏng lại ý nghĩa nguyên bản của tên "Coma Berenices," với "coma" trong tiếng Latin nghĩa là mái tóc và "Berenices" chỉ Nữ hoàng Berenice.

## Thiên thể
Các thiên thể đáng quan tâm
- Thiên hà Mắt Đen (M64, NGC 4826)
- Thiên hà Kim Chỉ Nam (NGC 4565)
- Thiên hà Song Thử (NGC 4676)
- Messier 53
- Messier 85